# Urtica urens
La ortiga menor (Urtica urens) es una especie de planta herbácea de la familia Urticaceae. Se trata de una especie cosmopolita. Tiene fama de picar más que la ortiga mayor.

## Descripción
Es una hierba anual, monoica, con tallos erguidos de 10 a 50 cm de altura, decumbentes en la base. Hojas opuestas de 4 a 6 cm de longitud por 3 a 4 cm de ancho, con el pecíolo menor que el limbo, de lámina ovada o elíptica, margen dentado y la base cuneada. Pelos urticantes en los tallos y en las hojas. Flores femeninas y masculinas en un mismo glomérulo denso y oblongo.

## Propiedades
La característica más conocida de esta planta es la presencia de pelos urticantes (tricomas) cuyo líquido ácido (ácido fórmico) produce una irritación con picor intenso en la piel cuando se la toca o roza.

## Taxonomía
Urtica urens fue descrita por el científico, naturalista, botánico y zoólogo sueco Carlos Linneo en Species Plantarum 2: 984 (1753).
Etimología
Urtica: nombre genérico dado por Linneo que viene de la palabra latina: ùrere que significa "quemar" o "irritar".
urens: epíteto latino que significa "con escozor".
Sinonimia
- Urtica parvula Blume [1856, Mus. Bot. Lugd. Batav., 2 : 150]
- Urtica intermedia Formánek [1896, Verh. Naturf. Vereins Brünn, 34 : 287]
- Urtica iners Forssk. [1775, Fl. Aegypt. Arab. : 160]
- Urtica verticillata Vahl [1790, Symb. Bot., 1 : 76] [nom. illeg. : U. iners]
- Urtica quadristipulata Dulac [1867, Fl. Hautes-Pyr. : 150] [nom. illeg.]
- Urtica ovalifolia Stokes [1812, Bot. Mat. Med., 4 : 372] [nom. illeg.]
- Urtica minor Moench[8]

## Nombre común
- Castellano: achume, forniquilla, ortiga menor, ortiga moheña, pica manos, picamoscas, picasarna, ronchona, yerba del ciego.[9]

## Galería

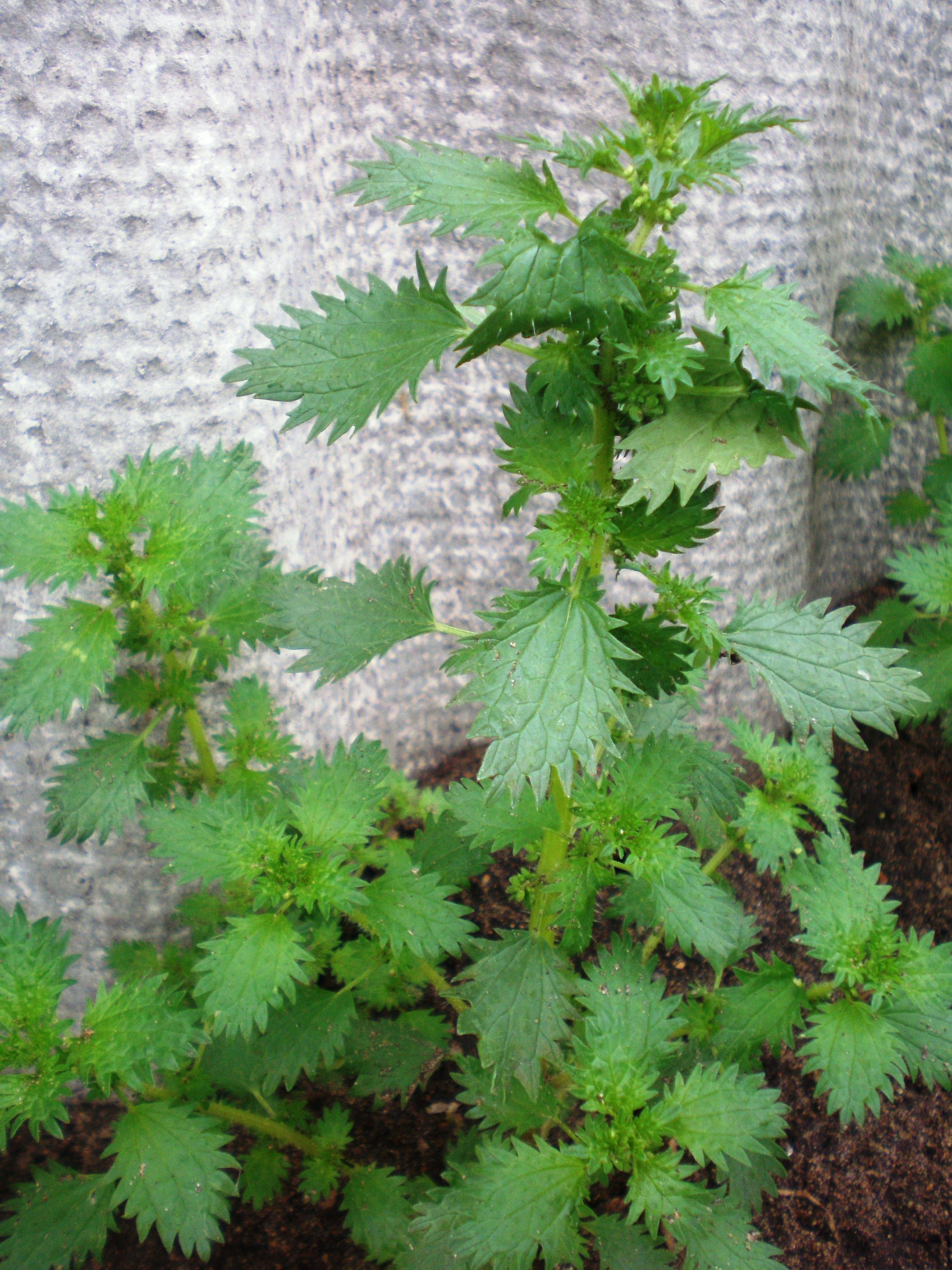
Planta
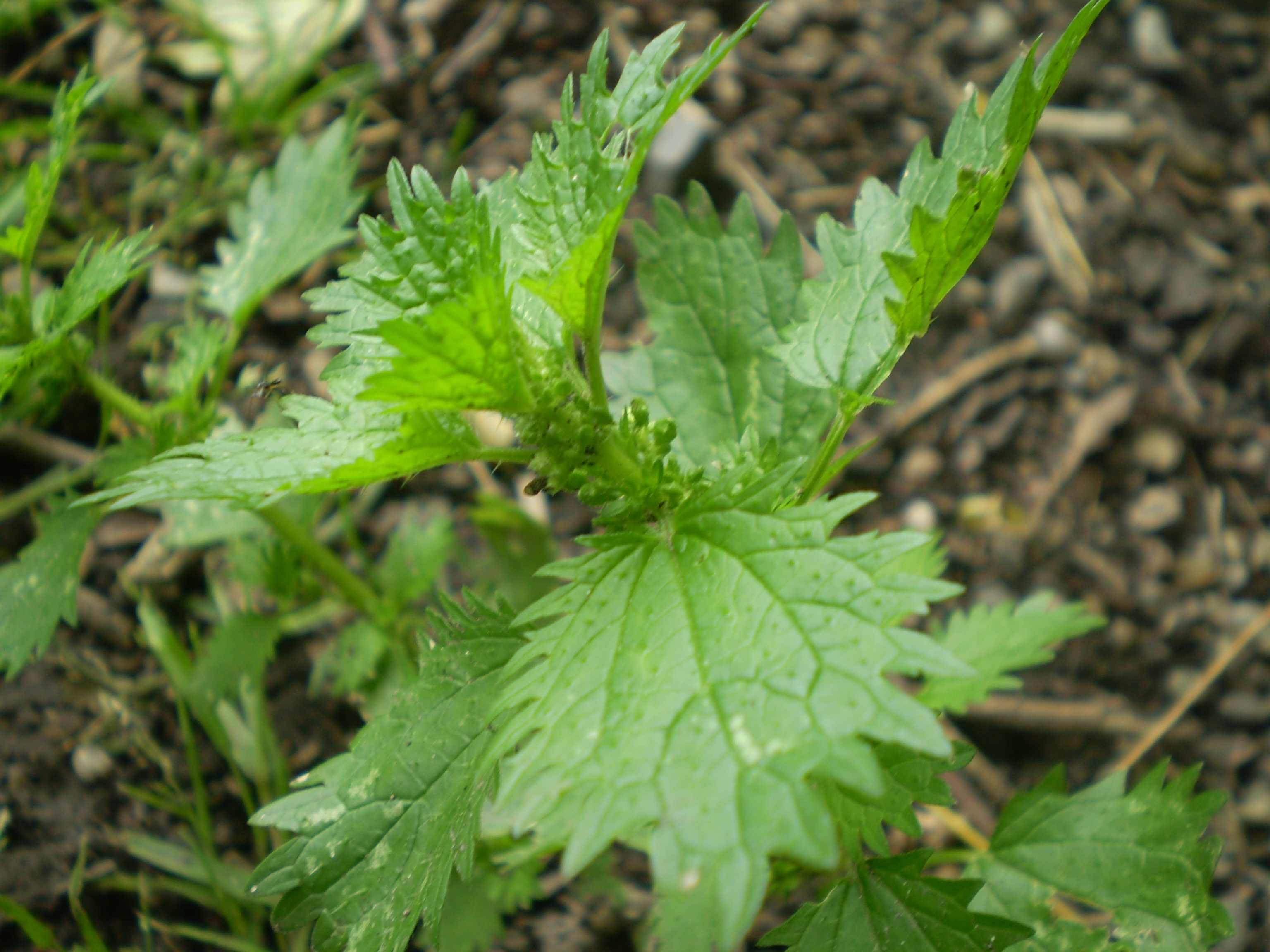
Hojas
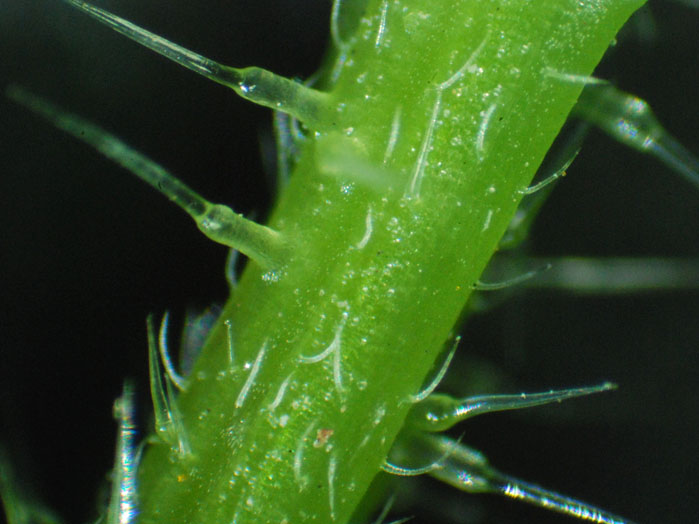
Tallo
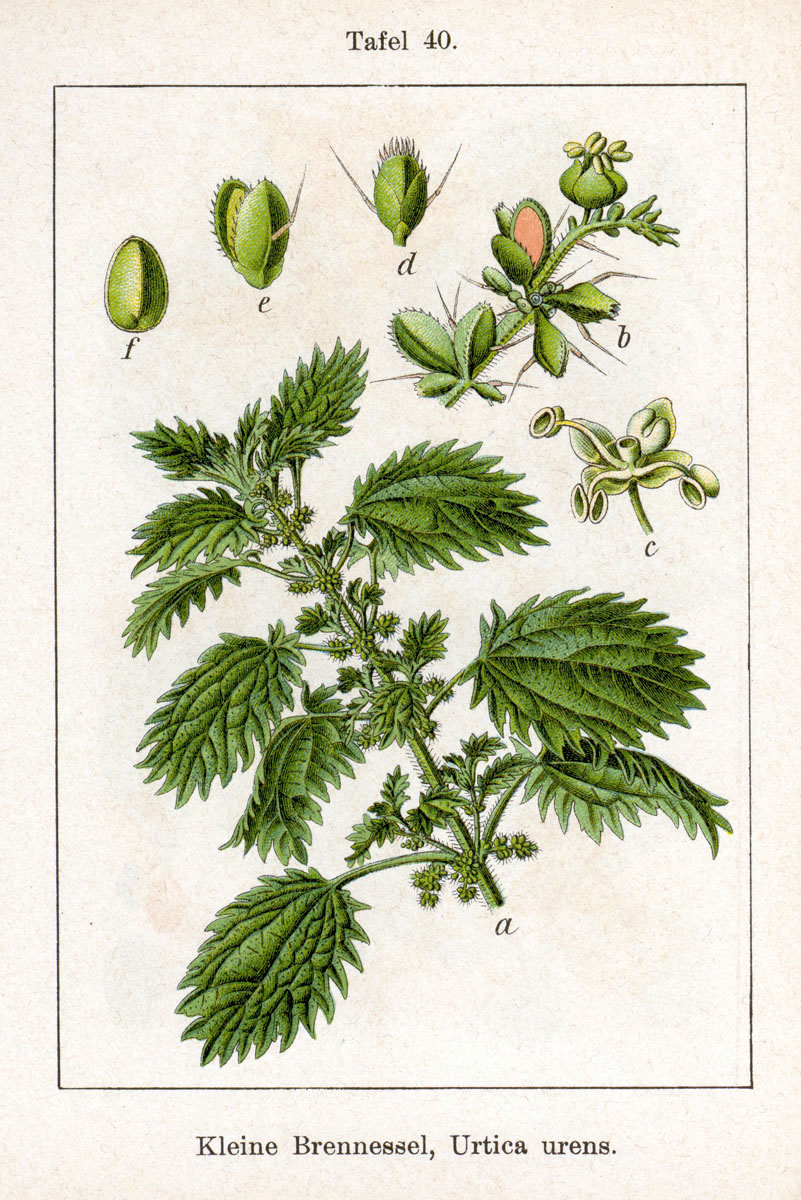
Ilustración